# الحميمه (بيشة)
الحميمة أو قرية الحميمة هي إحدى القرى التابعة لمحافظة بيشة في منطقة عسير جنوب المملكة العربية السعودية.

## الموقع
تقع قرية الحميمة في الشمال الشرقي لمحافظة بيشة، ويحدها من الشمال قرية الحمة، ومن الشرق مركز الدحو، ومن الجنوب الغربي قرية قنيع.

## التطوير
في ضوء المهام والأعمال التي تقوم بها بلدية محافظة بيشة فقد وجه رئيس بلدية بيشة علي بن سعيد آل جلبان، الفرق الميدانية واللجان المختصة بإعادة تأهيل حديقة الحميمة والشروع في إزالة التشوهات البصرية منها، وذلك خلال جولته على الحديقة ومرافقها، إلى جانب توجيه فرق النظافة بإزالة المُخلفات مجهولة المصدر من مخطط الحمة واتخاذ اللازم حيال المباني التي رُصد عليها تجاوزات.
وفي ذات السياق، أوضح رئيس بلدية بيشة علي بن سعيد آل جلبان أن الحديقة تتميز بموقعها الحيوي وبالتالي استحقت البدء بإعادة تأهليها وتطويرها، مؤكدًا أن البلدية تتابع عددًا من المشاريع ومنها استبدال الأعمدة القديمة بأعمدة حديثة بمواصفات عالية ومشاريع السفلتة والإنارة وفق مراحل مرسومة وواضحة.
وأضاف ابن جلبان أن الأعمال تشمل إزالة التشوهات البصرية والمُخلفات مجهولة المصدر من مخطط الحمة مع اتخاذ اللازم حيال المباني التي عليها تجاوزات، مشيرًا إلى أهمية تعاون الجميع مع البلدية التي تتابع عددًا من المشاريع من خلال إعادة تأهيل بعض الشوارع وإصلاحها ومتابعة أعمال التحسين والتطوير وذلك بمتابعة من أمانة المنطقة ممثلةً في أمين المنطقة الدكتور وليد الحميدي، مؤكدًا أن البلدية بدأت حملتها في أحياء المحافظة من الأسبوع الماضي وستستمر الحملة على كافة أحياء وقرى المحافظة. 

## الخدمات
فيما يخص الخدمات سواء التعليمية أو التجارية أو المرافق، فإن قرية الحميمة تضم عدد من المحلات التجارية، كما تضم أيضًا مدرسة ابتدائية للبنات، وعددًا من المساجد، كما يوجد في قرية الحميمة جامع باسم (جامع الحميمة).